# Vienna/Fairfax-GMU
Vienna/Fairfax-GMU – stacja końcowa linii pomarańczowej metra waszyngtońskiego. Znajduje się w Fairfax w stanie Wirginia. Przystanek został otwarty 7 czerwca 1986 roku.